# 아일랜드 올림픽 평의회
아일랜드 올림픽 평의회(영어: Olympic Council of Ireland, 아일랜드어: Comhairle Oilimpeach na hÉireann)는 아일랜드의 국가 올림픽 위원회이다. IOC 코드는 IRL이다. 본부는 더블린에 있으며 유럽 올림픽 위원회에 소속되어 있다.
아일랜드 독립 전쟁이 진행 중이던 1920년에 설립되었으며 1922년에 국제 올림픽 위원회의 승인을 받았다. 올림픽, 유러피언 게임을 비롯한 국제 스포츠 대회에 참가하는 아일랜드의 선수들을 대표한다.

## 같이 보기
- 올림픽 아일랜드 선수단